# Torneo de Reserva 1910
El Torneo de Reserva 1910, oficialmente la sección Reserva de Segunda División 1910, fue la edición inaugural del certamen, organizado por la Argentine Football Association.
El certamen surgió de la reestructuración de la Segunda División, en la necesidad de reducir la cantidad de participantes y reorganizar a los primeros equipos que competían por el ascenso, de los equipos de reserva. 
Participaron un total de 9 equipos, todos participantes de la Primera División 1910. River Plate se consagró campeón por primera vez en su historia, tras vencer a Estudiantes en la última fecha.

## Sistema de disputa
Se llevó a cabo en dos ruedas, por el sistema de todos contra todos, invirtiendo la localía y consagró un campeón. La tabla final de posiciones del torneo se estableció por acumulación de puntos.

## Equipos participantes
| Equipo               | Ciudad       |
| -------------------- | ------------ |
| Alumni               | Buenos Aires |
| Argentino de Quilmes | Quilmes      |
| Belgrano             | Buenos Aires |
| Estudiantes          | Buenos Aires |
| Gimnasia y Esgrima   | Buenos Aires |
| Quilmes              | Quilmes      |
| Porteño              | Buenos Aires |
| River Plate          | Buenos Aires |
| San Isidro           | San Isidro   |

### Distribución geográfica de los equipos
| Región                 | Cant. | Equipos                                                                  |
| ---------------------- | ----- | ------------------------------------------------------------------------ |
| Ciudad de Buenos Aires | 6     | Alumni, Belgrano, Estudiantes, Gimnasia y Esgrima, Porteño y River Plate |
| Conurbano bonaerense   | 3     | Argentino de Quilmes, Quilmes y San Isidro                               |

## Tabla de posiciones
| Pos. | Equipo               | Pts. | J  | G | E | P  | GF | GC | DG  |
| ---- | -------------------- | ---- | -- | - | - | -- | -- | -- | --- |
| 1.o  | River Plate          | 18   | 10 | 9 | 0 | 1  | 27 | 7  | 20  |
| 2.o  | Quilmes              | 16   | 10 | 8 | 0 | 2  | 30 | 14 | 16  |
| 3.o  | Estudiantes          | 12   | 10 | 6 | 0 | 4  | 18 | 9  | 9   |
| 4.o  | Argentino de Quilmes | 9    | 10 | 4 | 1 | 5  | 8  | 17 | -9  |
| 5.o  | Porteño              | 3    | 10 | 1 | 1 | 8  | 3  | 24 | -21 |
| 6.o  | San Isidro           | 2    | 10 | 0 | 2 | 8  | 4  | 19 | -15 |
| —    | Alumni               | —    | 16 | 4 | 1 | 11 | 11 | 8  | 3   |
| —    | Belgrano             | —    | 16 | 2 | 2 | 12 | 21 | 31 | -10 |
| —    | Gimnasia y Esgrima   | —    | 16 | 2 | 0 | 14 | 4  | 38 | -34 |

## Resultados
| 24 de abril | River Plate | 4:2     | San Isidro | Cancha de River Plate, Buenos Aires |                    |
|             | Solans · Calneggia · Lanata · Bagnardi · Angotti · Ferguson · Galeano · Martinez · Peruzzi · Messina · Somaruga · Martinez · Messina · Galeano | Reporte | Campos · Perkins · Urdinola · Franzone · Azcona · Michau · Bruno · Campi · Malbran · Barrera · Schumacher · Azcona · Schumacher | Árbitro(s): Alfano                  | Árbitro(s): Alfano |

| 1 de mayo | River Plate | 2:0     | Quilmes                                                                               | Cancha de River Plate, Buenos Aires |  |
|           |             | Reporte | Torre Levanti Reid F. Cabrio Fraser Mongiardini Bell Shelton Morgan J. Cabrio Labourt |                                     |  |

| 3 de julio | River Plate | 4:0     | Porteño | Cancha de River Plate, Buenos Aires |  |
|            | Solans · Priano · Calneggia · Zucchi · Angotti · Contratti · Galeano · Martinez · Peruzzi · Lanata · Ameal Pereyra · Martinez · Ameal Pereyra · Lanata | Reporte |         |                                     |  |

| 7 de agosto | Argentinos de Quilmes                                                           | 0:5     | River Plate | Cancha de Argentinos de Quilmes, Quilmes |  |
|             | Fernandez Garay Sala Cortona Uthurralt Monzon Villa Rojas Serrano Calcagno Sala | Reporte | Solans · Priano · Calneggia · Palma · Angotti · Contratti · Politano · Martinez · Peruzzi · Rosetti · Ameal Pereyra · Politano · Palma · Priano |                                          |  |

| 14 de agosto | Estudiantes | 1:2     | River Plate | Cancha de Estudiantes, Buenos Aires |  |
|              | Anotado     | Reporte | Solans · Priano · Calneggia · Zucchi · Galeano · Contratti · Politano · Martinez · Peruzzi · Lanata · Ameal Pereyra · Martinez · Ameal Pereyra |                                     |  |

| 15 de agosto | Quilmes | 3:2     | River Plate | Cancha de Quilmes, Quilmes |  |
|              | Torre · Levanti · Mazzini · Fraser · F. Cabrio · Reid · Brunce · Bell · Morgan · J. Cabrio · Labourt · Bell · Morgan | Reporte | Solans · Priano · Calneggia · Zucchi · Peruzzi · Contratti · Galeano · Martinez · Politano · Lanata · Ameal Pereyra · Politano · Martinez |                            |  |

| 21 de agosto | Porteño | 1:4     | River Plate | Cancha de Ferro Carril Oeste, Buenos Aires |  |
|              | Anotado | Reporte | Solans · Priano · Calneggia · Zucchi · Angotti · Contratti · Politano · Martinez · Peruzzi · Lanata · Ameal Pereyra · Politano · Ameal Pereyra · Zucchi · Peruzzi |                                            |  |

| 4 de septiembre | San Isidro                                                                                 | 0:2     | River Plate | Cancha de San Isidro, San Isidro |  |
|                 | Rotonda Davidson G. Perkins Marana Curchod A. Perkins Corbalan Dupont Day Elorza Del Cerro | Reporte | Solans · Priano · Calneggia · Zucchi · Angotti · Contratti · Galeano · Martinez · Politano · Lanata · Ameal Pereyra · Galeano · Zucchi |                                  |  |

| 2 de octubre | River Plate | 2:0     | Argentino de Quilmes | Cancha de River Plate, Buenos Aires |  |
|              |             | Reporte |                      |                                     |  |

| 16 de octubre                | River Plate | vs.     | Estudiantes | Cancha de River Plate, Buenos Aires |  |
|                              |             | Reporte |             |                                     |  |
| River Plate ganó los puntos. |             |         |             |                                     |  |

| Sin datos                    | River Plate | vs.     | Belgrano |  |  |
|                              |             | Reporte |          |  |  |
| River Plate ganó los puntos. |             |         |          |  |  |

| Sin datos                    | Alumni | vs.     | River Plate |  |  |
|                              |        | Reporte |             |  |  |
| River Plate ganó los puntos. |        |         |             |  |  |

| Sin datos | River Plate | 3:1     | Alumni |  |  |
|           |             | Reporte |        |  |  |

| Sin datos | Belgrano | 1:3     | River Plate |  |  |
|           |          | Reporte |             |  |  |

| Sin datos | Gimnasia y Esgrima | 0:7     | River Plate |  |  |
|           |                    | Reporte |             |  |  |

| Sin datos | River Plate | 6:1     | Gimnasia y Esgrima |  |  |
|           |             | Reporte |                    |  |  |

## Copa Campeonato de Segunda División
Fue disputada por el campeón del Torneo de Reserva y el campeón de la Segunda División.